# 德清古桥群
德清古桥群位于中国浙江省湖州市德清县武康镇、乾元镇、钟管镇、雷甸镇、新安镇和三合乡等，由十二座宋、元时期的石桥组成，分拱桥和梁桥两种类型，其中拱桥五座，均为单孔，拱券均为分节并列砌筑，无眉石，对联石素面，桥栏多须弥座式、覆莲望柱，宋代特征明显；梁桥七座，分单孔一座、三孔五座、五孔一座，桥墩均为数块条石并列。
1989年12月12日寿昌桥列入浙江省文物保护单位，2005年3月16日其它十一座古桥与之合并，名称为德清古桥群。2006年5月寿昌桥列入第六批全国重点文物保护单位，2013年3月又有六座古桥（永安桥、万善桥、青云桥、兼济桥、普济桥、社桥）列入第七批全国重点文物保护单位，与寿昌桥合并，名称为德清古桥群，其余五座古桥（追远桥、上邻桥、清河桥、僧家桥、万安桥）仍为浙江省文物保护单位。

## 桥梁分布
全国重点文物保护单位：
- 寿昌桥
- 永安桥
- 万善桥
- 青云桥
- 兼济桥
- 普济桥
- 社桥

浙江省文物保护单位：
- 追远桥
- 上邻桥
- 清河桥
- 僧家桥
- 万安桥